# Chwoinaja (Nowgorod)
Chwoinaja (russisch Хво́йная) ist eine Siedlung städtischen Typs in der Oblast Nowgorod in Russland mit 6394 Einwohnern (Stand 14. Oktober 2010).

## Geographie
Der Ort liegt knapp 200 Kilometer Luftlinie ostnordöstlich des Oblastverwaltungszentrums Weliki Nowgorod am Fluss Pes.
Chwoinaja ist Verwaltungszentrum des Rajons Chwoininski sowie Sitz und einzige Ortschaft der Stadtgemeinde Chwoininskoje gorodskoje posselenije.

## Geschichte
Der Ort entstand 1918 als Stationssiedlung an der ab 1916 errichteten Eisenbahnstrecke von Mga (bei Sankt Petersburg) nach Sonkowo (an der Strecke Rybinsk – Bologoje). Der Name ist vom russischen chwoja für „Nadel“ (eines Nadelbaumes) abgeleitet, mit Bezug auf die Lage inmitten von Kiefernwäldern.
Zum 1. August 1931 wurde der Verwaltungssitz des 1927 gegründeten Minezki rajon aus dem 15 Kilometer nordöstlich befindlichen Dorf Minzy in das verkehrstechnisch günstiger gelegene Chwoinaja verlegt; zugleich der Rajon umbenannt. 1935 erhielt der Ort den Status einer Siedlung städtischen Typs.

### Bevölkerungsentwicklung
| Jahr | Einwohner |
| ---- | --------- |
| 1939 | 5052      |
| 1959 | 7291      |
| 1970 | 6973      |
| 1979 | 6618      |
| 1989 | 7583      |
| 2002 | 6791      |
| 2010 | 6394      |

Anmerkung: Volkszählungsdaten

## Verkehr
Chwoinaja besitzt einen Bahnhof bei Kilometer 229 der Eisenbahnstrecke Sankt Petersburg – Owinischtsche – Sonkowo (– Moskau), die nach Verzögerungen unter anderem durch den Bürgerkrieg erst 1932 auf der gesamten Länge in den regulären Betrieb ging.
In die Siedlung führt die Regionalstraße 49K-0213 aus der 70 Kilometer südwestlich gelegenen Stadt Borowitschi. Nach Westen, zunächst entlang der Bahnstrecke, verläuft die 49K-0720 ins gut 60 Kilometer entfernte benachbarte Rajonzentrum Ljubytino, nach Osten die 49K-1831 in die 80 Kilometer entfernte Kleinstadt Pestowo.